# Nola dochmographa
Nola dochmographa är en fjärilsart som beskrevs av Fletcher 1958. Nola dochmographa ingår i släktet Nola och familjen trågspinnare. Inga underarter finns listade i Catalogue of Life.